# Misströsta ej att Gud är god
Misströsta ej att Gud är god är en gammal psalm i tio verser av Israel Kolmodin som trycktes första gången 1694 i Jesper Swedbergs psalmbok, som drogs in efter utgivningen och genomarbetades till 1695 års psalmbok med titelraden "Misströsta ej o Kristen god". Vem som bearbetade psalmen och gav den ny titelrad 1819 framgår inte.
Psalmen inleds 1695 med orden:
Misströsta eij o Christen godh
När synden giör tigh sorgse modh
Melodin anges i 1921 års koralbok med 1819 års psalmer troligen vara av svenskt ursprung då den saknas i utländska eller andra svenska källor än 1697 års koralbok. Den anges inte användas för någon annan psalm förrän i 1937 års psalmbok då den anges vara "gammal koral från 1697 års koralbok" (C-dur 4/4) och även användes för psalm nr 231.

## Publicerad som
- Nr 247 i 1695 års psalmbok med titelraden "Misströsta ej o Kristen god", under rubriken "Om Christi Förtienst / Kärlek och nådiga Närwarelse".
- Nr 191 i 1819 års psalmbok under rubriken "Nådens ordning: Omvändelsen: Under trons svaghet och misströstan om Guds nåd".
- Nr 361 i 1937 års psalmbok under rubriken "Trons prövning under frestelser och lidanden".